# Argentijnse hockeyploeg (mannen)
De Argentijnse hockeyploeg voor mannen is de nationale ploeg die Argentinië vertegenwoordigt tijdens interlands in het hockey. 
Het team werd olympisch kampioen in 2016. Tot dat moment wist het slechts tweemaal een groot toernooi te winnen; het Pan-Amerikaans kampioenschap in 2004 en Pan-Amerikaans kampioenschap in 2013.

## Erelijst
| Jaar | Champions Trophy       | Pan-Amerikaans kampioenschap | Olympische Spelen       | Wereldkampioenschap             | Hockey World League Hockey Pro League |
| ---- | ---------------------- | ---------------------------- | ----------------------- | ------------------------------- | ------------------------------------- |
| 1948 |                        |                              | 5e OS 1948 Londen       |                                 |                                       |
| 1952 |                        |                              | geen deelname           |                                 |                                       |
| 1956 |                        |                              | geen deelname           |                                 |                                       |
| 1960 |                        |                              | geen deelname           |                                 |                                       |
| 1964 |                        |                              | geen deelname           |                                 |                                       |
| 1968 |                        |                              | 14e OS 1968 Mexico-Stad |                                 |                                       |
| 1970 |                        |                              |                         |                                 |                                       |
| 1971 |                        |                              |                         | 10e WK 1971 Barcelona           |                                       |
| 1972 |                        |                              | 14e OS 1972 München     |                                 |                                       |
| 1973 |                        |                              |                         | 9e WK 1973 Amstelveen           |                                       |
| 1974 |                        |                              |                         |                                 |                                       |
| 1975 |                        |                              |                         | 11e WK 1975 Kuala Lumpur        |                                       |
| 1976 |                        |                              | 11e OS 1976 Montreal    |                                 |                                       |
| 1978 | geen deelname          |                              |                         | 8e WK 1978 Buenos Aires         |                                       |
| 1980 | geen deelname          |                              | geen deelname           |                                 |                                       |
| 1981 | geen deelname          |                              |                         |                                 |                                       |
| 1982 | geen deelname          |                              |                         | 12e WK 1982 Bombay              |                                       |
| 1983 | geen deelname          |                              |                         |                                 |                                       |
| 1984 | geen deelname          |                              | geen deelname           |                                 |                                       |
| 1985 | geen deelname          |                              |                         |                                 |                                       |
| 1986 | geen deelname          |                              |                         | 6e WK 1986 Londen               |                                       |
| 1987 | 5e CT 1987 Amstelveen  |                              |                         |                                 |                                       |
| 1988 | geen deelname          |                              | 8e OS 1988 Seoel        |                                 |                                       |
| 1989 | geen deelname          |                              |                         |                                 |                                       |
| 1990 | geen deelname          |                              |                         | 9e WK 1990 Lahore               |                                       |
| 1991 | geen deelname          |                              |                         |                                 |                                       |
| 1992 | geen deelname          |                              | 11e OS 1992 Barcelona   |                                 |                                       |
| 1993 | geen deelname          |                              |                         |                                 |                                       |
| 1994 | geen deelname          |                              |                         | 7e WK 1994 Sydney               |                                       |
| 1995 | geen deelname          |                              |                         |                                 |                                       |
| 1996 | geen deelname          |                              | 9e OS 1996 Atlanta      |                                 |                                       |
| 1997 | geen deelname          |                              |                         |                                 |                                       |
| 1998 | geen deelname          |                              |                         | geen deelname                   |                                       |
| 1999 | geen deelname          |                              |                         |                                 |                                       |
| 2000 | geen deelname          | PA 2000 Havana               | 8e OS 2000 Sydney       |                                 |                                       |
| 2001 | geen deelname          |                              |                         |                                 |                                       |
| 2002 | geen deelname          |                              |                         | 6e WK 2002 Kuala Lumpur         |                                       |
| 2003 | 5e CT 2003 Amstelveen  |                              |                         |                                 |                                       |
| 2004 | geen deelname          | PA 2004 London               | 11e OS 2004 Athene      |                                 |                                       |
| 2005 | geen deelname          |                              |                         |                                 |                                       |
| 2006 | 6e CT 2006 Barcelona   |                              |                         | 10e WK 2006 Mönchengladbach     |                                       |
| 2007 | geen deelname          |                              |                         |                                 |                                       |
| 2008 | CT 2008 Rotterdam      |                              | geen deelname           |                                 |                                       |
| 2009 | geen deelname          | PA 2009 Santiago             |                         |                                 |                                       |
| 2010 | geen deelname          |                              |                         | 7e WK 2010 Mumbai               |                                       |
| 2011 | geen deelname          |                              |                         |                                 |                                       |
| 2012 | geen deelname          |                              | 10e OS 2012 Londen      |                                 |                                       |
| 2013 |                        | PA 2013 Brampton             |                         |                                 | 8e HWL 2012-13                        |
| 2014 | 6e CT 2014 Bhubaneswar |                              |                         | WK 2014 Den Haag                |                                       |
| 2015 |                        |                              |                         |                                 | 5e HWL 2014-15                        |
| 2016 | geen deelname          |                              | OS 2016 Rio de Janeiro  |                                 |                                       |
| 2017 |                        | PA 2017 Lancaster            |                         |                                 | HWL 2016-17                           |
| 2018 | 4e CT 2018 Breda       |                              |                         | 7e WK 2018 Bhubaneswar          |                                       |
| 2019 |                        |                              |                         |                                 | 5e HPL 2019                           |
| 2021 |                        |                              | 7e OS 2020 Tokio        |                                 | 7e HPL 2020                           |
| 2022 |                        | PA 2022 Santiago             |                         |                                 | 5e HPL 2022                           |
| 2023 |                        |                              |                         | 9e WK 2023 Bhubaneswar/Rourkela | 8e HPL 2023                           |
| 2024 |                        |                              | 8e OS 2024 Parijs       |                                 | 4e HPL 2024                           |
| 2025 |                        | PA 2025 Montevideo           |                         |                                 | 6e HPL 2025                           |

1908: Engeland ·
1920: Groot-Brittannië ·
1928: Brits-Indië ·
1932: Brits-Indië ·
1936: Brits-Indië ·
1948: India ·
1952: India ·
1956: India ·
1960: Pakistan ·
1964: India ·
1968: Pakistan ·
1972: West-Duitsland ·
1976: Nieuw-Zeeland ·
1980: India ·
1984: Pakistan ·
1988: Groot-Brittannië ·
1992: Duitsland ·
1996: Nederland ·
2000: Nederland ·
2004: Australië ·
2008: Duitsland ·
2012: Duitsland ·
2016: Argentinië ·
2020: België ·
2024: Nederland